# Die Revolution frisst ihre Kinder!
Die Revolution frisst ihre Kinder! (eine 73-minütige Produktion des Schauspielhauses Graz, AT / Burkina Faso, Verleih: sixpackfilm) ist der erste Spielfilm des Theater- und Filmregisseurs Jan-Christoph Gockel. Im Zentrum der Geschichte steht eine Theatergruppe, die nach Burkina Faso aufbricht und sich in einer Revolution verliert. „In Die Revolution frisst ihre Kinder! prallen unterschiedliche globale Realitäten aufeinander: Theater und Film, Fiktion und Dokumentation, Puppenspiel und Reenactment.“ Die Revolution frisst ihre Kinder! war für den Wettbewerb um den Großen Diagonale-Preis in der Kategorie Spielfilm bei der Diagonale’20 – Festival des österreichischen Films nominiert. Die Premiere des Films erfolgte am 25. Oktober 2020 bei der Viennale.

## Handlung
Der Film handelt von der preisgekrönten Theaterregisseurin Julia Gräfner, die 2014 mit ihrem Grazer Schauspielensemble nach Burkina Faso reist, um dem europäischen Kulturbetrieb und ihrer eigenen künstlerischen Lähmung zu entkommen. Sie will Dantons Tod inszenieren. In Ouagadougou angekommen, verwirft sie nach einem Straßentheaterauftritt das aus Europa importierte Konzept. Puppenbauer Michael Pietsch kämpft sich aus der Ensemblekrise mit einer neuen Idee: Er fertigt eine Marionette des 1987 ermordeten Präsidenten und Unabhängigkeitskämpfer Thomas Sankara an. Sein vermeintlicher Mörder ist Blaise Compaoré, der seit 27 Jahren das Land autokratisch regiert. Als Proteste auf den Straßen von Ouagadougou ausbrechen, wird aus Fiktion Realität: Julia sieht sich als Speerspitze der Demonstrationen gegen korrupte Eliten. Die geschlossenen Landesgrenzen – das Militär hat gegen die demokratische Revolution geputscht – verhindern die Flucht der anderen Ensemblemitglieder. Sie treffen in einem Showdown auf Julia – in der Rolle ihres Lebens.

## Kritik
„Julia Gräfner ist eine Naturgewalt, könnte der Boulevard angesichts ihrer Präsenz in diesem Film titeln. Aber an dieser Formulierung ist was dran. Julia Gräfner als Julia Gräfner in der Meta-Film-/Theaterinszenierung Die Revolution frisst ihre Kinder! ist eine kaum fassbare Figur. Wie sie im vielleicht verschachteltsten Diagonale-Beitrag der letzten Jahre Theaterspiel, Filminszenierung und reale Revolution in Burkina Faso für sich beansprucht und vereinnahmt, muss gleichermaßen als schauspielerische Großtat sowie als verschmitzt-gewiefter Kommentar auf Kunstwelt und (Post-)Kolonialdiskurs gelesen werden. Das Team rund um Theaterregisseur Jan-Christoph Gockel hat mit seiner Mockumentary einen fiktiv-dokumentarischen Sonderling geschaffen, der mal eben lässig Puppen- und Bühnenspiel sowie Leben in Graz, Europa und Burkina Faso miteinander verschaltet. Dem Schauspielhaus Graz ist damit ein Coup gelungen: ein mit dem Nestroy ausgezeichnetes Theaterstück, das als Film funktioniert. Ein Film, der als Theaterstück funktioniert. Ein Film, der als Film funktioniert. Kurzum: ein irrwitziges, größenwahnsinniges, brillantes multimediales Labyrinth. Darüber wird noch mehrfach zu reden sein!“ Sebastian Höglinger und Peter Schernhuber, Festivalleiter, Diagonale

## Hintergründe

### Volksaufstand in Burkina Faso 2014
Im Herbst 2014 stürzten Proteste in Burkina Faso den autokratisch regierenden Präsidenten Blaise Compaoré. Die Proteste gegen den seit 27 Jahren regierenden Präsidenten nahmen innerhalb einer Woche dermaßen zu, dass Compaoré am 31. Oktober 2014 das Land verließ. Der Volksaufstand gilt als besonderes zivilgesellschaftliches Ereignis. Regisseur Jan-Christoph Gockel hielt sich zu dieser Zeit in Burkina Faso auf. Im Rahmen des Festivals Les Récréatrales probte er gerade die Theaterproduktion Coltan-Fieber.
Für Die Revolution frisst ihre Kinder! reiste Jan-Christoph Gockel 2018 mit einem Team von Schauspielhaus Graz schließlich zurück nach Burkina Faso, um sich auf die Spuren der damaligen Revolution zu begeben und in Dialog mit den burkinischen Bürgern und Aktivisten zu treten. Im Zentrum der Recherche-Reise und des Filmdrehs standen die Fragen, was aus der Revolution 2014 geworden sei und wie sich das Land verändert habe. Protagonisten der Bürgerrechtsbewegung balai citoyen, u. a. Smockey, kommen im Film zu Wort.

### Theaterabend
Basierend auf der Recherche-Reise nach Burkina Faso entstand neben dem Spielfilm Die Revolution frisst ihre Kinder! auch ein gleichnamiger Theaterabend (Uraufführung: 23. November 2018 | Schauspielhaus Graz). Dieser wurde mit dem Nestroy-Theaterpreis 2019 in der Kategorie „Beste Bundesländer-Aufführung“ ausgezeichnet.